# Nationalpark Divjaka-Karavasta
Der Nationalpark Divjaka-Karavasta (albanisch Parku Kombëtar Divjakë-Karavasta) ist ein Nationalpark in Westalbanien direkt am Adriatischen Meer zwischen den Flüssen Shkumbin im Norden und Seman im Süden. Am Eingang zum Park liegt wenig östlich das Städtchen Divjaka, die Städte Rrogozhina und Lushnja liegen nur wenige Kilometer entfernt. Das Schutzgebiet umfasst seit 1994 insgesamt 222,302 Quadratkilometer der Lagune von Karavasta und die umgebenden Pinienwälder. Es ist bewacht und umzäunt.

## Flora
Im bis anderthalb Kilometer breiten Waldstreifen entlang der Küste stehen Bäume, die mehr als 400 Jahre alt sind. Der von Waldbränden bedrohte Baumbestand wird immer wieder aufgeforstet.

Lagune und Kanal

## Fauna
Der Nationalpark ist ein bedeutendes Refugium für einige selten gewordenen Wasservögel, insbesondere als Überwinterungsgebiet von Zugvögel, aber auch einigen Landraubtiere wie z. B.:
- Schelladler (Aquila clanga; albanisch: Shqipja e stepave)
- Steppenweihe (Circus macrourus; albanisch: Shqiponja e madhe e rosave)
- Rotflügel-Brachschwalbe (Glareola pratincola; albanisch: Dallëndyshe deti)
- Seeadler (Haliaeetus albicilla; albanisch: Shqiponja e detit)
- Fischotter (Lutra lutra; albanisch: Lundra)
- Weißkopf-Ruderente (Oxyura leucocephala; albanisch: Shqiponja e madhe e rosave)
- Krauskopfpelikan (Pelicanus crispus; albanisch: Pelikani kaçurrel)
- Zwergscharbe (Phalacrocorax pygmaeus; albanisch: Karabullaku i vogël)
- Große Hufeisennase (Rhinolophus ferrumequinum; albanisch: Lakuriqi i natës hundpatkua i madh)
- Zwergseeschwalbe (Sterna albifrons; albanisch: Dallëndyshe deti ballëbardhë)
- Griechische Landschildkröte (Testudo hermanni; albanisch: Breshka e zakonshme)
- Unechte Karettschildkröte (Caretta caretta; albanisch meist einfach Breshka e ujit)

Der Parks beherbergt fünf Prozent der Weltpopulation von Krauskopfpelikanen. Seit 1994 ist die Lagune von Karavasta ein international geschütztes Ramsar-Gebiet und ein Nationalpark.
2022 sind am Strand von Divjaka über 60 Karettschildkröten geschlüpft.

## Kontroverse Resort-Baupläne
Im Jahr 2017 veröffentlichte die Mabetex Group mit Sitz in Lugano und Behgjet Pacolli als Besitzer Pläne für ein Tourismus-Resort in einem Teil des Nationalparks. Demnach soll die Anlage 3342 Hektar groß werden und 370 Villen, 2350 Apartments, Yachthafen, Schwimmbäder und eine künstliche Insel umfassen. Verschiedene Umweltorganisationen in Albanien kritisierten die Pläne jedoch und am 26. April 2017 bekamen sie Unterstützung von der internationalen Mediterranean Wetlands Alliance, die aus 20 Umweltverbänden besteht, darunter auch der WWF. Sie forderten die albanische Regierung auf, das Projekt zu annullieren, da es das Ökosystem des Nationalparks gefährde. Die albanische Online-Zeitung Exit.al wies darauf hin, dass die Pläne gegen das albanische Gesetz für Schutzzonen verstoßen.